# Samed Baždar
Samed Baždar (* 31. ledna 2004) je bosenský profesionální fotbalista, který hraje na pozici útočníka za španělský klub Real Zaragoza. Narodil se v Srbsku, ale hraje za národní tým Bosny a Hercegoviny.

## Klubová kariéra

### Partizan
Baždar začal hrát fotbal v menších klubech, než se v roce 2018 připojil k mládežnické akademii Partizanu. V prosinci 2020 podepsal s týmem svou první profesionální smlouvu. Svůj profesionální debut si odbyl 15. května 2021 proti Voždovaci ve věku 17 let. Dne 9. července 2022 vstřelil svůj první profesionální gól při triumfu nad Javorem.
V srpnu podepsal s týmem novou čtyřletou smlouvu.

### Real Zaragoza
V červenci 2024 přestoupil Baždar do Realu Zaragoza za nezveřejněnou přestupovou částku. Svůj oficiální debut za klub si odbyl 16. srpna proti Cádizu. 21. září vstřelil svůj první gól za Zaragozu proti Levante, čímž zajistil vítězství svého týmu.

## Reprezentační kariéra
Poté, co Baždar reprezentoval Srbsko na různých mládežnických úrovních, debutoval v seniorské reprezentaci 25. března 2024 v přátelském zápase proti Kypru. V říjnu se však rozhodl, že v budoucnu bude hrát za Bosnu a Hercegovinu.
V listopadu FIFA schválila jeho žádost o změnu sportovního občanství ze srbského na bosenské. Začátkem téhož měsíce obdržel své první povolání na zápasy Ligy národů UEFA 2024/25 proti Německu a Nizozemsku. Proti prvnímu jmenovanému debutoval 16. listopadu.

## Statistiky

### Klubové
Platí k zápasu hranému 27. dubna 2025.
| Klub              | Sezóna            | Liga              | Liga   | Liga | Národní pohár | Národní pohár | Kontinentální | Kontinentální | Celkově | Celkově |
| Klub              | Sezóna            | Soutěž            | Zápasy | Góly | Zápasy        | Góly          | Zápasy        | Góly          | Zápasy  | Góly    |
| ----------------- | ----------------- | ----------------- | ------ | ---- | ------------- | ------------- | ------------- | ------------- | ------- | ------- |
| Partizan          | 2020/21           | Srbská SuperLiga  | 1      | 0    | 0             | 0             | –             | –             | 1       | 0       |
| Partizan          | 2021/22           | Srbská SuperLiga  | 5      | 0    | 1             | 0             | 2             | 0             | 8       | 0       |
| Partizan          | 2022/23           | Srbská SuperLiga  | 27     | 4    | 0             | 0             | 7             | 0             | 34      | 4       |
| Partizan          | 2023/24           | Srbská SuperLiga  | 25     | 7    | 4             | 1             | 2             | 0             | 31      | 8       |
| Partizan          | Celkově           | Celkově           | 58     | 11   | 5             | 1             | 11            | 0             | 74      | 12      |
| Real Zaragoza     | 2024/25           | Segunda División  | 28     | 4    | 0             | 0             | –             | –             | 28      | 4       |
| Celkově v kariéře | Celkově v kariéře | Celkově v kariéře | 86     | 15   | 5             | 1             | 11            | 0             | 102     | 16      |

### Reprezentační
Platí k zápasu hranému 24. března 2025.
| Národní tým         | Rok               | Zápasy | Góly |
| ------------------- | ----------------- | ------ | ---- |
| Srbsko              | 2024              | 1      | 0    |
| Srbsko              | Celkově           | 1      | 0    |
| Bosna a Hercegovina | 2024              | 2      | 0    |
| Bosna a Hercegovina | 2025              | 2      | 0    |
| Bosna a Hercegovina | Celkově           | 4      | 0    |
| Celkově v kariéře   | Celkově v kariéře | 5      | 0    |